# Barsz-M
A Barsz-M (cirill betűkkel: Барс-М, GRAU-kódja: 14F148) elektro-optikai képalkotó berendezéssel felszerelt orosz katonai felderítő műhold, amelyet a szamarai RKC Progressz vállalat fejlesztett ki. 2015-től négy példányát indították. Ez Oroszország első digitális képalkotóval felszerelt felderítőműhold-típusa.

## Története
A Barsz-M elődje, a Barsz (GRAU-kódja: 17F112) optikai felderítő műhold fejlesztése az 1990-es évek elején kezdődött az akkorra már elavult, filmre fényképező és az exponált filmet egy visszatérő kapszulákban a Földre visszajuttató, 2005-ig használt Jantar–1KFT felderítő műholdak leváltására. A műhold fő érzékelője a belarusz Peleng cég Jasma nevű digitáűlis optikai rendszer lett volna. A műhold fejlesztési programját azonban az orosz védelmi minisztérium 2005-ben törölte, így a műhold nem készült el.
A műholdprojektet 2008-ban újraindították Barsz-M néven. A műhold az RKC Progressz új műholdplatformjára épült, a kulcsrendszerét, a Karat elektro-optikai érzékelő rendszert a szentpétervári LOMO vállalat készítette. A műholdat pályakorrekciós hajtóművel is felszerelték.
A Barsz-M az RKC Progressz első olyan űreszköze, amely nem rendelkezik nyomás alatti műszertartállyal, ezzel 5 évre növelték a műhold élettartamát (szemben a Jantar felderítő műholdak 45 napos élettartamával).
A műhold első példányát 2015. február 27-én 11:01-kor (UTC) indították Koszmosz–2503 jelzéssel a pleszecki űrrepülőtér 43/4-es indítóállásából egy Szojuz–2.1a hordozórakétával. A második műholdat 2016. március 23-án, a harmadikat 2022. május 19-én, a negyediket 2023. március 23-án állították pályára.
A 2010-es évek elején a Roszkoszmosztól nyilvánosságra kerültek olyan információk, amelyek szerint a Barsz-M polgári célú földfigyelő változatát is tervezik Kartograf-OE jelzéssel, kétféle változatban, optikai szkennerrel és radarral felszerelve. Ez a változat napjainkig azonban nem jelent meg.

## Jellemzői
A műhold tömege 4 tonna. Geometriai méretei: 4×2,3×2,3 m. Energiaellátását két napelem, illetve akkumulátorok biztosítják. A műhold három fő részből áll: a műszeregységből (hasznos teher), a szerzívmodulból és a hajtóműmodulból.
A SZVIT hajtóműmodul aszimmetrikus dimetil-hidrazin (hajtóanyag) és dinitrogén-tetroxid (oxidálóanyag)  üzemanyag-keverékkel működik, amelyek a műhold szervízmoduljának négy tartályában tárolnak (ebből kettőben a hajtóanyag, kettőben az oxidálóanyag található). A hajtóműmodul az Iszajev tervezőirodában fejlesztett négy pályakorrekciós hajtóművel, valamint a Himmas tudományos-kutatóintézet által készített 12 db orientációs hajtóművel rendelkezik.
A Karat elektro-optikai rendszer két kamerával és két lézeres távmérővel rendelkezik. Az egyik kamera kis felbontású és nagy látószögű, a másik nagyfelbontású és kis látószögű. A nagyfelbontású kamera a pályamagasságból 1,1-1,3 m-es terepi felbontással rendelkezik. A kamerák A 60 és 1300 km szélességű sávot képesek fényképezni. A Föld egy adott pontja háromnaponta fényképezhető.
A műholdak alacsony Föld körüli napszinkron pályán keringenek, a pályamagasság 565×579 km, a pályasík inklinációja 97,69° (az első műhold pályaadatai alapján).
A műholdat BOKZ-M típusú csillagászati navigációs rendszerrel szerelték fel, amely a műhold térbeli orientációját a csillagok alkotta mintázat alapján határozza meg.

## Indítások
| Sorszám | Név           | Típus   | Indítás ideje (UTC) | Hordozórakéta | Megjegyzés            |
| ------- | ------------- | ------- | ------------------- | ------------- | --------------------- |
| 1       | Koszmosz−2503 | Barsz-M | 2015.02.27. 11:01   | Szojuz–2.1a   | sikeres pályára állás |
| 2       | Koszmosz−2515 | Barsz-M | 2016.03.23. 09:42   | Szojuz–2.1a   | sikeres pályára állás |
| 3       | Koszmosz−2556 | Barsz-M | 2022.05.09. 11:03   | Szojuz–2.1a   | sikeres pályára állás |
| 4       | Koszmosz−2567 | Barsz-M | 2023.03.23. 06:40   | Szojuz–2.1a   | sikeres pályára állás |